# Sombernon
Sombernon är en kommun i departementet Côte-d'Or i regionen Bourgogne-Franche-Comté i östra Frankrike. Kommunen ligger i kantonen Sombernon som tillhör arrondissementet Dijon. År 2022 hade Sombernon 990 invånare.

## Befolkningsutveckling
Antalet invånare i kommunen Sombernon
Referens:INSEE